# 스타걸 (영화)
《스타걸》(영어: Stargirl)은 2020년 공개된 미국의 드라마 영화이다. 줄리아 하트가 감독을 맡았으며, 제리 스피넬리의 동명 소설이 영화의 원작이다. 가수 그레이스 밴더월의 배우 데뷔작이며, 그가 주인공 스타걸 역을 연기한다.